# Дженнаро Піньятеллі ді Бельмонте Граніто
Дженнаро Граніто Піньятеллі ді Бельмонте (італ. Gennaro Granito Pignatelli di Belmonte; 10 квітня 1851, Неаполь, Королівство Обох Сицилій — 16 лютого 1948, Ватикан) — італійський куріальний кардинал зі шляхетних родин Граніто (по батькові) та Піньятеллі (по матері). Титулярний архієпископ Едеси Осроєнської з 17 листопада 1899 по 30 листопада 1911. Апостольський нунцій у Бельгії з 5 грудня 1899 по 15 січня 1904 року. Апостольський нунцій в Австро-Угорщині 15 січня 1904  — 6 січня 1911 року Декан Священної колегії кардиналів з 9 липня 1930 по 16 лютого 1948. Префект Священної Конгрегації церемоніалу з 14 липня 1930 по 13 січня 1948. Кардинал-священик з титулом церкви Санта-Мартирі з 30 листопада 1911 року по 6 грудня 1915 року. Кардинал-єпископ Альбано з 6 грудня 1915 року. Кардинал-єпископ Остії з 9 липня 1930 року.